# عبور عطارد من الزهرة

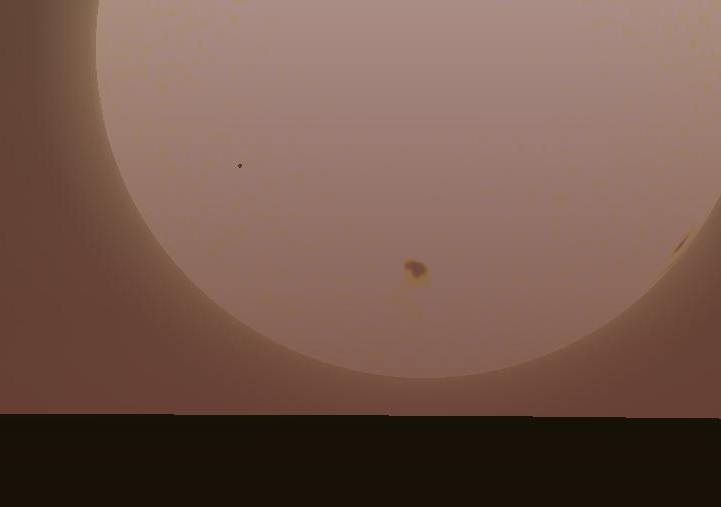
صورة عبور الزهرة في يونيو 2011

عبور عطارد في الزهرة هوحدث فلكي يمر من خلاله كوكب عطارد بين الشمس والزهرة، في حين عطارد يحجب جزء ضئيل جدا من قرص الشمس فيبدو وكأنه قرص أسود صغير.
ليس هناك شخص أكد عبور الزهرة حتى عام 2016. حتى لو نذهب إلى الزهرة لايمكننا أن نرى عبور عطارد بسبب الغيوم الكثيفة التي يشكلها حامض الكبريتيك.

## قائمة أيام العبور
- 21 مارس 1894
- 4 يونيو 2007
- 18 ديسمبر 2012
- 17 ديسمبر 2016
- 2 يوليو 2022
- 12 يناير 2028
- 1 أغسطس 2033
- 24 يونيو 2058
- 14 يونيو 2062
- 9 يناير 2064
- 8 يونيو 2068
- 25 يوليو 2069